# الشيوخ الثمانية
المسوؤلون الثمانية الكبار (بالصينية: 八大元老)، (بلغة بينيين Bā dà yuánlǎo)، المعروفون اختصارا باسم الثمانية الكبار (باللغة الصينية 八老، بلغة بينيين Bā lǎo) أو الشيوخ الثمانية، هم مجموعة من أعضاء الحزب الشيوعي الصيني كبار السن، الذين كانوا يملكون سلطة كبيرة خلال الثمانينيات والتسعينيات. في المجتمعات الناطقة باللغة الإنجليزية، غالبًا ما يطلق على هؤلاء القادة بلقب الخالدون الثمانية كتلميح إلى الآلهة الطاوية المعروفة باسم الخالدون الثمانية.

## العضوية
أدناه قائمة توضح كل من الشيوخ الثمانية، إضافة إلى أهم المناصب التي شغلوها:
| صورة | الاسم                        | المنصب |
| ---- | ---------------------------- | --- |
|      | دنغ شياو بينغ (1904 - 1997)  | - القائد الأعلى - اللجنة الدائمة للمكتب السياسي للحزب الشيوعي الصيني (1977-1987) - رئيس المؤتمر الاستشاري السياسي الصيني (1978-1983) - رئيس اللجنة العسكرية المركزية (1980-1989) - رئيس اللجنة الاستشارية المركزية (1982-1987) |
|      | تشن يون (1905 - 1995)        | - اللجنة الدائمة للمكتب السياسي للحزب الشيوعي الصيني (1977-1987) - السكرتير الأول للجنة المركزية لفحص الانضباط (1979-1987) - رئيس اللجنة الاستشارية المركزية (1987-1992)                                                       |
|      | لي شيان نيان (1909 - 1992)   | - اللجنة الدائمة للمكتب السياسي للحزب الشيوعي الصيني (1977-1987) - رئيس جمهورية الصين الشعبية (1983-1988) - رئيس المؤتمر الاستشاري السياسي الصينيالمؤتمر الاستشاري السياسي الصيني (1988-1992)                                  |
|      | بنغ تشن (1902 - 1997)        | - رئيس مجلس الشعب الصيني (1983-1988) |
|      | يانج شانج كون (1907 - 1998)  | - رئيس جمهورية الصين الشعبية (1988-1993) - نائب رئيس اللجنة العسكرية المركزية (1982-1992) |
|      | بو ييبو (1908 - 2007)        | - نائب رئيس اللجنة الاستشارية المركزية (1982-1992) |
|      | وانغ زن (1908 - 1993)        | - نائب رئيس اللجنة الاستشارية المركزية (1985-1992) |
|      | سونغ ين-تشيونغ (1909 - 2005) | - نائب رئيس اللجنة الاستشارية المركزية (1985-1992) |

## الدور المقدم في «سياسة الرجل القوي»
تم إنشاء نظام (المكتب السياسي) من قبل البلاشفة في عام 1917، حيث أسسه فلاديمير لينين لقيادة الثورة البلشفية والسيطرة على توجيهها. لاحقا تبنى الشيوعيون في الصين فكرة (المكتب السياسي). وفي كلا المكتبين السياسي الصيني والروسي، لعبت «سياسة الرجل القوي» دورًا كبيرًا في صنع القرار الداخلي. تم انتقاد فكرة (المكتب السياسي) تحت فترة حكم جوزيف ستالين وماو تسي تونغ لاحقًا لكونه كيان شكلي وغير فاعل، مما سمح لكبار القادة بإملاء سياسة الحزب ومصير القادة الآخرين.[بحاجة لمصدر]
تحت حكم دينج شياو بينج، غالبًا ما كان يتم اتخاذ قرارات مهمة في منزل دنغ مع مجموعة من ثمانية من كبار قادة الحزب الذين يطلق عليهم «الشيوخ الثمانية». دنغ كان يعتبر قائد اعلى للصين، على الرغم من أنه لم يتمتع بلقب رسمي في قيادة الحزب الشيوعي الصيني أو جمهورية الصين الشعبية. ومع ذلك، كان دنغ قادرًا على إزالة ثلاثة من قادة الحزب الشيوعي الصيني من مناصبهم بمساعدة الشيوخ الثمانية. حيث تمت إزالة هوا جيو فينج تدريجياً من منصبي رئيس الوزراء والامين العام للحزب الشيوعي بين 1980 و 1981؛ وفي عام 1987 تمت إزالة هو ياوبانغ من منصب الامين العام للحزب الشيوعي؛ وكذلك تمت إزالة زاو زيانغ في عام 1989 من نفس المنصب.